# Hideki Takahashi
Pour les articles homonymes, voir Takahashi.
Hideki Takahashi (高橋 英樹, Takahashi Hideki), né le 20 février 1944, est un acteur japonais.

## Biographie
Encore étudiant, Hideki Takahashi s'engage en 1961 avec la Nikkatsu et fait sa première apparition en tant qu'acteur dans le film Kōgenji de Buichi Saitō. Il joue dans de nombreux yakuza eiga. Il quitte la Nikkatsu en 1971 et poursuit sa carrière d'acteur principalement à la télévision.

## Filmographie  sélective

### Cinéma
- 1961 : Kōgenji (高原児?) de Buichi Saitō
- 1963 : La Danseuse d'Izu (伊豆の踊子, Izu no odoriko?) de Katsumi Nishikawa
- 1963 : L'Emblème de l'homme (男の紋章, Otoko no monshō?) d'Akinori Matsuo
- 1964 : Jinsei gekijō (人生劇場?) de Toshio Masuda
- 1964 : Nous ne verserons pas notre sang (俺たちの血が許さない, Oretachi no chi ga yurusanai?) de Seijun Suzuki
- 1965 : La Vie d'un tatoué (刺青一代, Irezumi ichidai?) de Seijun Suzuki
- 1966 : Élégie de la violence (けんかえれじい, Kenka erejii?) de Seijun Suzuki
- 1967 : Yume wa yoru hiraku (夢は夜ひらく?) de Haruyasu Noguchi
- 1968 : La Voie des yakuza (遊侠三国史 鉄火の花道, Yūkyō Mikuni-shi: Tekka no hanamichi?) d'Akinori Matsuo
- 1968 : Arashi no hatashijō (嵐の果し状?) d'Akinori Matsuo
- 1969 : The Friendly Killer (昇り竜鉄火肌, Noboriryū tekka hada?) de Teruo Ishii
- 1969 : Arai umi (荒い海?) de Tokujirō Yamazaki
- 1969 : Retsuden shumei tobaku (侠花列伝 襲名賭博?) de Keiichi Ozawa
- 1970 : Doninki kazeno tengu (土忍記 風の天狗?) de Keiichi Ozawa
- 1970 : La Guerre et les Hommes I (戦争と人間 第一部 運命の序曲, Sensō to nigen I: Unmei no jokyoku?) de Satsuo Yamamoto
- 1971 : La Guerre et les Hommes II (戦争と人間 第二部 愛と悲しみの山河, Sensō to ningen II: Ai to kanashimino sanga?) de Satsuo Yamamoto
- 1972 : Jinsei gekijō: Seishun hen aiyoku hen zankyō hen (人生劇場 青春篇 愛欲篇 残侠篇?) de Tai Katō
- 1974 : Les Derniers Samouraïs (狼よ落日を斬れ, Ōkami yo rakujitsu o kire?) de Kenji Misumi
- 1973 : Miyamoto Musashi (宮本武蔵?) de Tai Katō

### Séries télévisées
- 1973 : Kunitori monogatari (国盗り物語?) (série TV) : Oda Nobunaga
- 1976 - 1981 : Momotarō zamurai (桃太郎侍?) (série TV)

### Doublage
- 2017 : Hirune hime, rêves éveillés (ひるね姫 〜知らないワタシの物語, Hirune hime: Shiranai watashi no monogatari?) de Kenji Kamiyama : Isshin Shijima (voix)